# Beachvolleybal
Beachvolleybal of strandvolleybal is een olympische balsport waarbij twee teams gescheiden door een net tegen elkaar spelen. Het doel van het spel is om de bal in het vak van de tegenstander op de grond te krijgen of om een fout bij de tegenstander af te dwingen. Beachvolleybal is een variant op volleybal in de zaal waarvan het zich op een aantal punten onderscheidt. Zoals de naam al impliceert wordt beachvolleybal gespeeld op zand (bijvoorbeeld op het strand) en niet op een harde ondergrond. Daarnaast bestaat een team in de regel uit twee spelers en is de spelduur van een wedstrijd doorgaans korter dan in de zaal.
Beachvolleybal ontwikkelde zich in het begin van de twintigste eeuw in de Verenigde Staten. In de loop van de eeuw werd de sport steeds professioneler en verloor het zijn imago als puur vrijetijdsbesteding. In 1996 stond beachvolleybal voor het eerst op het programma van de Olympische Spelen en een jaar later werden de eerste wereldkampioenschappen gehouden. Tegenwoordig wordt professioneel beachvolleybal – net als zaalvolleybal – op mondiaal niveau georganiseerd door de FIVB en op continentaal en nationaal niveau door continentale en nationale volleybalbonden. Naast de Olympische Spelen, de wereldkampioenschappen en de continentale kampioenschappen is de Volleyball World Beach Pro Tour de belangrijkste internationale competitie.

## Beschrijving
Beachvolleybal wordt gespeeld op een ondergrond van zand, vaak op het strand. Voor grote internationale en nationale toernooien wordt vaak een tijdelijk beachvolleybalstadion gebouwd op bijvoorbeeld een plein in een stad. 
Het belangrijkste verschil met zaalvolleybal is dat een team maar twee spelers kent. Er wordt soms ook in teams van drie of vier spelers gespeeld, vooral op lager niveau is dit een veel gespeelde vorm.
Belangrijke afwijkende spelregels ten opzichte van zaalvolleybal zijn:
- Er zijn geen vaste posities voor spelers in het veld
- De bal is zwaarder en zachter.
- Het veld meet 8 bij 16 meter.
- Er is geen middenlijn; er kan dus ook geen lijnfout worden gemaakt door het overschrijden van deze lijn, al mag de tegenstander niet gehinderd worden.
- Belijning wordt gemaakt door het spannen van linten; een bal is 'in' als de (afdruk van de) bal de lijn raakt.
- Een blok geldt als een contact, hierna mag de bal nog maar 2 keer worden aangeraakt alvorens over het net gespeeld te worden.
- De bal mag na een blok door de blokkeerder nogmaals worden gespeeld. Dit wordt geteld als 2 contacten.
- Het spel bestaat uit maximaal 3 sets, set 1 en 2 gaan tot en met 21 punten, set 3 gaat tot en met 15 punten. Alleen met 2 punten verschil kan de set gewonnen worden.
- Na iedere zeven gespeelde punten wordt van speelhelft gewisseld om voordeel van zon of wind te voorkomen.

Technische regels:
- Bij het bovenhands spelen van de bal hoeft er geen kort contact te zijn, wel moet de bal loodrecht op de schouderlijn worden gespeeld en mag dus niet zijdelings worden weggespeeld.
- Na het bovenhands spelen mag de bal geen draaiende beweging vertonen, dat wil zeggen niet meer dan één volledige omwenteling maken.
- Als een bal naar de overzijde wordt gespeeld mag er geen zacht/lang contact zijn. Dit wordt ook wel hard contact genoemd. Vormen hiervan zijn een (harde) aanval, onderhandse techniek of knokkel. Eigenlijk alle varianten waar niet met de vingers sturing aan de bal kan worden gegeven.
- Voor een bal die opgevangen wordt vanaf de overzijde geldt vrijwel hetzelfde; hard contact of een perfecte bovenhandse techniek (richting van de bal loodrecht vanaf de schouderlijn.)

Op lager niveau worden meer de technische regels van het zaalvolleybal gevolgd.

## Geschiedenis

### Ontstaan in de Verenigde Staten

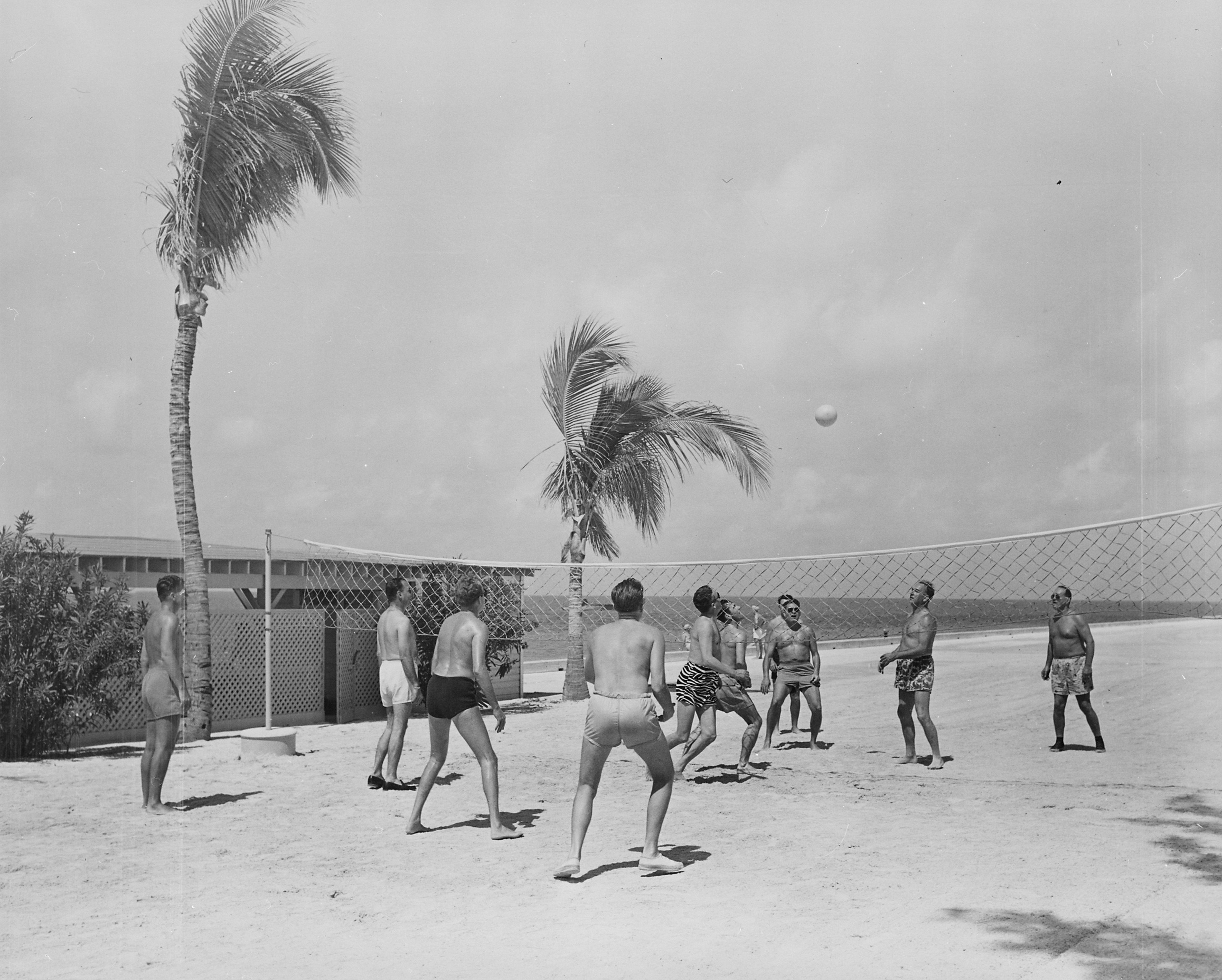
Het vakantiegezelschap van de Amerikaanse president Truman speelt beachvolleybal op het strand van Key West (1950).

Volleybal werd in 1895 bedacht door de Amerikaan William G. Morgan. Hij was sportleider bij de Young Men Christian Association (YMCA) in Holyoke in Massachusetts. Daar gaf hij onder andere les aan een groep wat oudere mannen. Voor hen zocht hij een alternatief voor basketbal met minder lichamelijk contact. Daarvoor combineerde hij elementen van verschillende sporten zoals basketbal, honkbal en tennis tot een nieuw spel. Het nieuwe spel noemde hij 'mintonette'. Het doel van het spel was om een bal met de handen over een net te slaan. Vanwege het over en weer slaan van de bal werd het spel een jaar later omgedoopt tot 'volleybal'. In de loop van de twintigste eeuw kreeg volleybal zijn huidige vorm en verspreidde de sport zich via de YMCA over de Verenigde Staten en de rest van de wereld.
Beachvolleybal begon als vrijetijdssport op de stranden van Hawaï en Californië. De eerste vermelding van een volleybalwedstrijd in het zand komt uit 1915 uit Hawaï, waar leden van de Outrigger Canoe Club op het strand van Waikiki volleybalden. Op de stranden van Santa Monica werden rond 1920 de eerste permanente netten gespannen en verschenen in de jaren twintig meerdere clubs die in competities tegen elkaar speelden. Een team bestond toen net als bij volleybal doorgaans uit zes personen. In 1930 werd in Santa Monica voor het eerst in tweetallen tegen elkaar gespeeld. De twee-tegen-twee-variant zou uiteindelijk de dominante vorm van het spel worden. Vanaf de jaren dertig deed beachvolleybal zijn intrede in Brazilië en Europa.

### Professionalisering van de sport
In de loop van de twintigste eeuw ontwikkelde beachvolleybal zich van een pure vrijetijdsbesteding tot een professionele sport. In de jaren veertig werden in Californië de eerste twee-tegen-twee-toernooien georganiseerd en in 1950 vond daar de eerste competitie plaats, bestaande uit vijf toernooien. Datzelfde jaar werd het eerste beachvolleybaltoernooi van Brazilië gehouden. In 1960 werd de Manhattan Beach Open voor het eerst georganiseerd, dat uitgroeide tot een van de meest prestigieuze beachvolleybaltoernooien in de Verenigde Staten. Het eerste gesponsorde toernooi voor mannen vond in 1974 plaats in San Diego en twee jaar later speelden de mannen in Pacific Palisades het eerste Amerikaanse kampioenschap om $5.000 aan prijzengeld. Het toernooi trok 30.000 toeschouwers en werd gewonnen door Jim Menges en Greg Lee.
In 1980 volgde de eerste gesponsorde toernooienreeks voor de mannen met zeven toernooien in Californië en een totale prijzenpot van $52.000. In de jaren daarna breidde de competitie zich uit en deed de beachvolleybaltour ook plaatsen buiten Californië aan. Mannen als Karch Kiraly, Sinjin Smith en Randy Stoklos behoorden tot de grootste namen van die tijd. In 1983 richtten de Amerikaanse spelers een eigen vakbond op: de Association of Volleyball Professionals (AVP). In 1984 trok de organisator van de Amerikaanse competitie zich terug, nadat spelers van de AVP bij het kampioenschap in Redondo Beach gestaakt hadden, en begon de AVP zijn eigen competitie. In navolging van de mannen richtten de Amerikaanse vrouwen in 1986 de Women's Professional Volleyball Association (WPVA) op. Een jaar later organiseerde de WPVA de eerste betaalde competitie voor vrouwen.

### Internationale competities
Parallel aan de ontwikkelingen in de Verenigde Staten groeide de internationale populariteit van beachvolleybal. In 1987 organiseerde de wereldvolleybalbond (FIVB) in Rio de Janeiro zijn eerste beachvolleybaltoernooi (enkel voor mannen), dat werd gewonnen door Smith en Stoklos. In 1988 en 1989 werden er wederom losse toernooien in Rio de Janeiro gehouden. In juli 1989 kwamen de FIVB Beach Volleybal World Series tot stand, bestaande uit drie toernooien voor mannen. In 1992/93 werden de World Series voor het eerst ook voor vrouwen georganiseerd. In de jaren daarna groeide de World Series uit tot 27 toernooien in het seizoen 1995/96. In 1991 startte de Braziliaanse volleybalbond een eigen beachvolleybalcompetitie. Eind jaren 1980 en begin jaren 1990 organiseerden verschillende Europese landen hun eerste nationale kampioenschappen. Het eerste Europese kampioenschap beachvolleybal werd in 1993 gehouden. 
In 1996 stond beachvolleybal in Atlanta voor het eerst op het programma van de Olympische Spelen. Bij de mannen kroonden de Amerikanen Karch Kiraly en Kent Steffes zich tot eerste olympische kampioenen beachvolleybal en bij de vrouwen wonnen de Brazilianen Jackie Silva en Sandra Pires de eerste gouden medaille. Een jaar later werden in Los Angeles de eerste officiële wereldkampioenschappen beachvolleybal georganiseerd. Tot dan toe golden de toernooien in Rio de Janeiro als officieuze wereldkampioenschappen. Bij de vrouwen wonnen Jackie Silva en Sandra Pires na de eerste olympische titel ook de eerste wereldtitel en bij de mannen ging de eerste wereldtitel naar het Braziliaanse duo Rogerio 'Pará' Ferreira en Guilherme Marques. Sinds 1997 worden de wereldkampioenschappen om het jaar gehouden. Beachvolleybal staat sinds 1998 op het programma van de Aziatische Spelen en sinds 1999 op het programma van de Pan-Amerikaanse Spelen. De eerste Aziatische kampioenschappen beachvolleybal vonden plaats in 2000.

## Fotogalerij

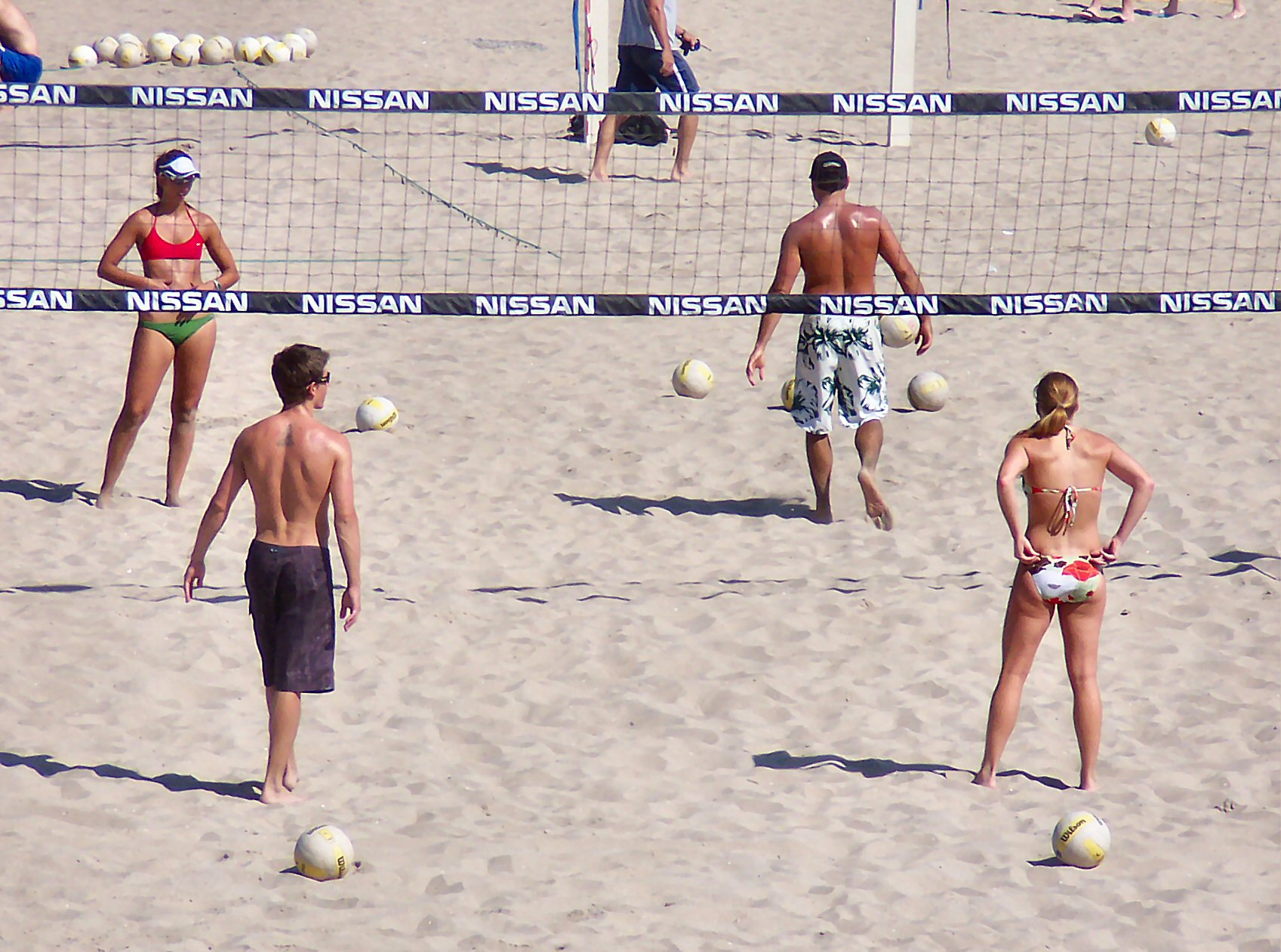
Beachvolleybal in Californië
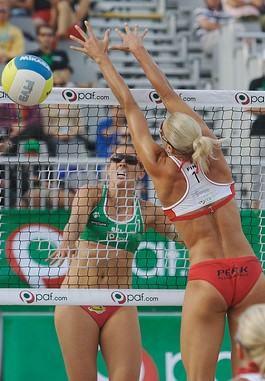
De Finse beachvolleybal-ster Riikka Lehtonen
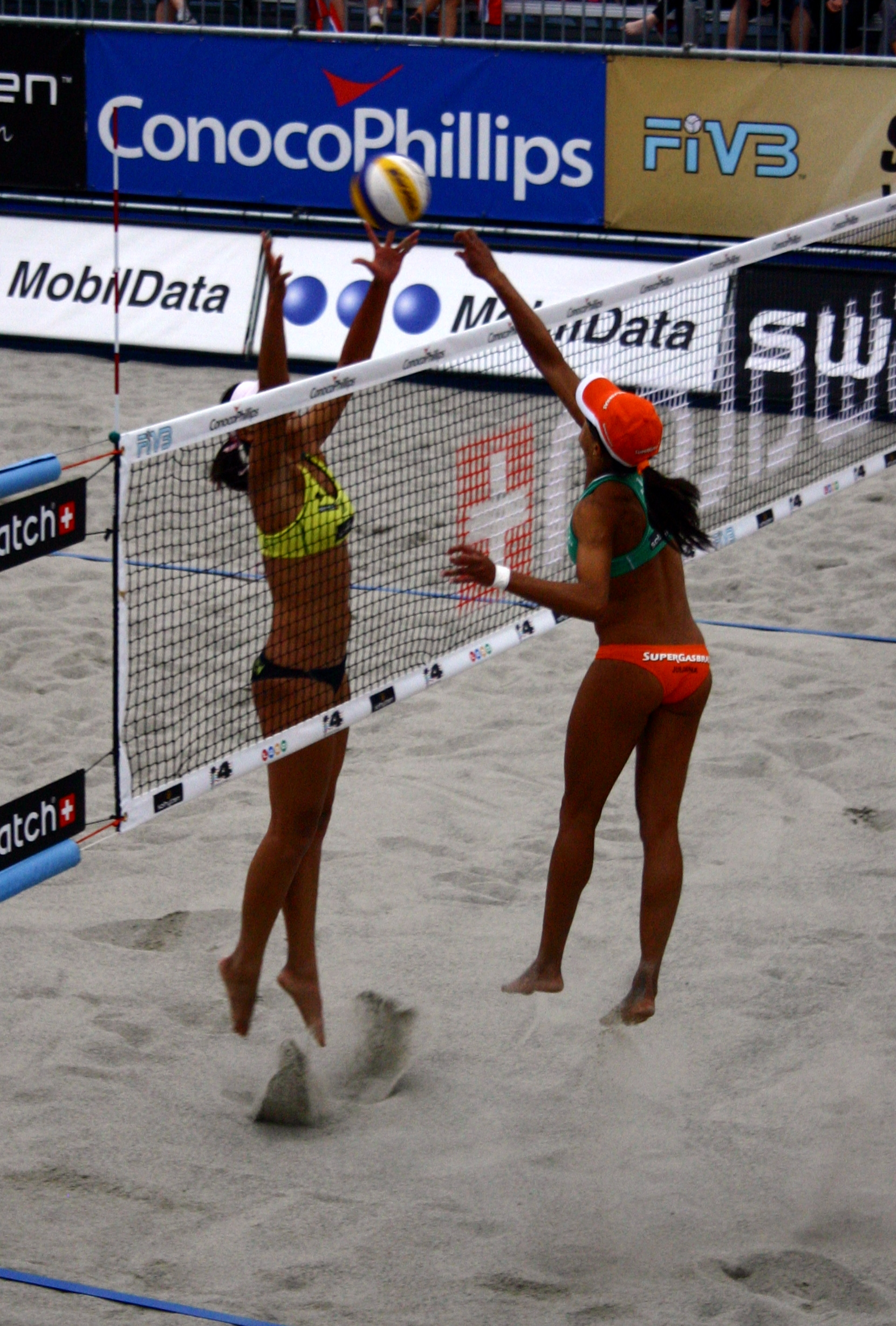
De bal over het net slaan
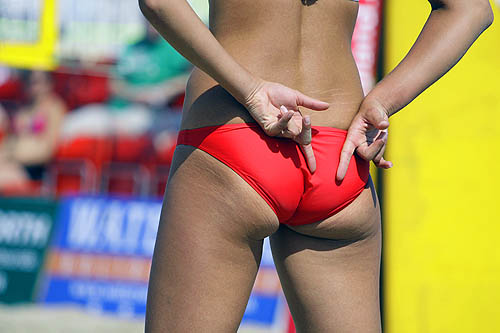
De speelster geeft aan haar ploegmaat aan dat ze bij het net aan beide zijdes rechtdoor zal blokkeren (ze geeft 1 aan met beide handen; dat is rechtdoor)
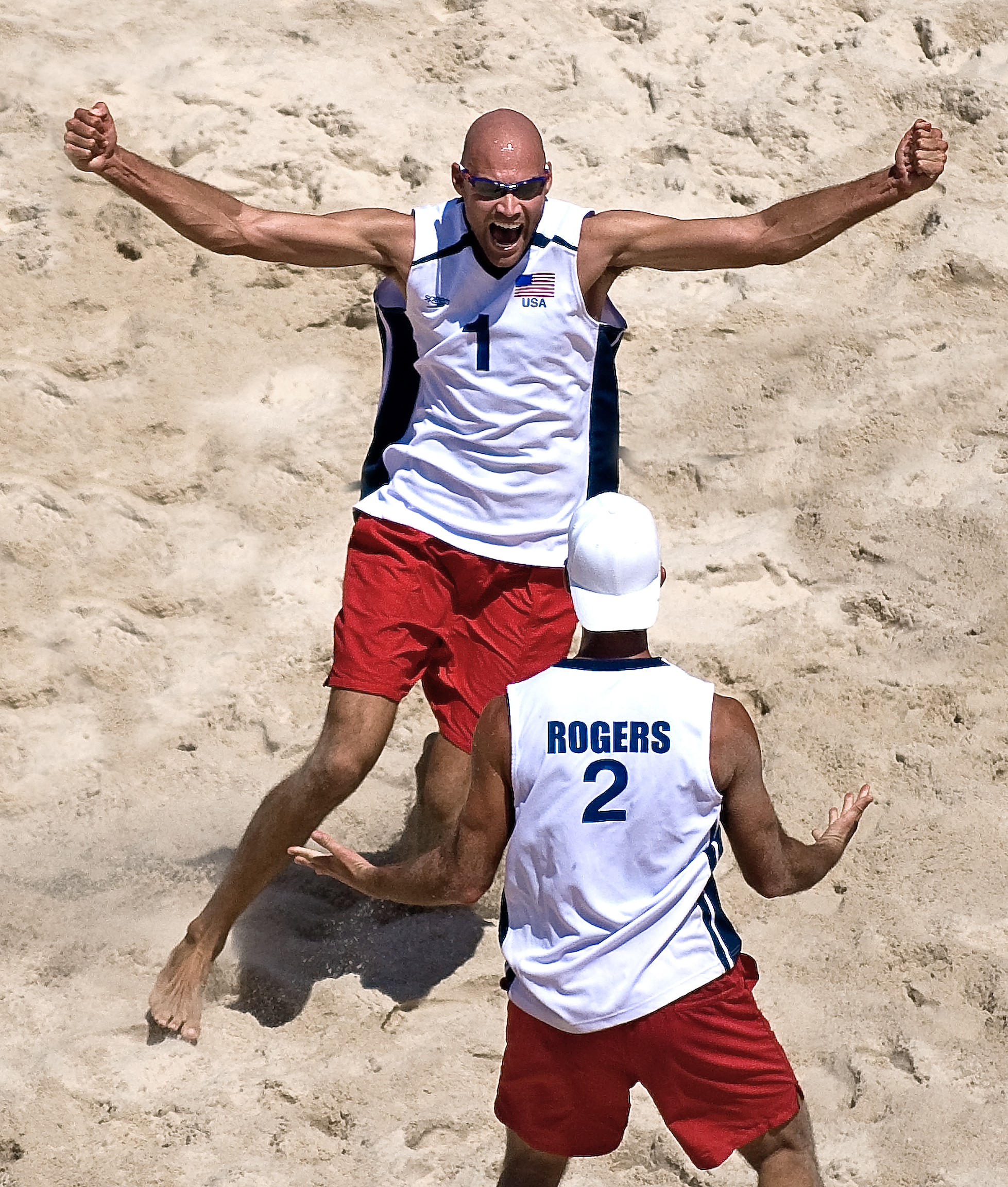
Beachvolleyballers Todd Rogers en Phil Dalhausser in actie tijdens de Olympische Zomerspelen 2008